# Diurnea
Diurnea là một chi bướm đêm thuộc họ Chimabachidae. Con cái thuộc chi này không có khả năng bay.

## Các loài
Các loài gồm:
- Diurnea fagella (Denis & Schiffermüller, 1775)
- Diurnea lipsiella (Denis & Schiffermüller, 1775)